# Tournoi de clôture du championnat du Honduras de football 2023
Navigation
Tournoi précédent Tournoi suivant
Le tournoi Clausura 2023 est le trente-et-unième tournoi saisonnier disputé au Honduras. C'est cependant la 82e fois que le titre de champion du Honduras est remis en jeu.
Le CD Olimpia remet son titre en jeu face aux neuf meilleures équipes du Honduras. Opposé au promu de l'Olancho FC (es) en finale, le CD Olimpia conserve sa couronne et remporte son trente-sixième championnat national et se qualifie pour la Coupe d'Amérique centrale 2023.

## Équipes participantes
Ce tableau présente les dix équipes qualifiées pour disputer le championnat 2022-2023. On y trouve le nom des clubs, le nom des stades dans lesquels ils évoluent ainsi que la capacité et la localisation de ces derniers.
| \| Marathón Real España Motagua Olimpia UPNFM Vida Victoria Olancho Honduras Progreso Real Sociedad \| Localisation des équipes. |
| Marathón Real España Motagua Olimpia UPNFM Vida Victoria Olancho Honduras Progreso Real Sociedad                                 |

| Équipe               | Ville          | Stade                               | Capacité |
| CD Honduras Progreso | El Progreso    | Stade Humberto-Micheletti           | 5 500    |
| Real Sociedad (en)   | Tocoa          | Stade Francisco Martínez Durón (en) | 3 000    |
| Lobos UPNFM (en)     | Tegucigalpa    | Stade Universidad UPNFM             | 8 000    |
| CD Marathón          | San Pedro Sula | Stade Yankel-Rosenthal              | 15 000   |
| FC Motagua           | Tegucigalpa    | Stade Tiburcio Carias Andino        | 35 000   |
| CD Olimpia           | Tegucigalpa    | Stade Tiburcio Carias Andino        | 35 000   |
| Olancho FC (es)      | Juticalpa      | Stade Juan Ramón Brevé Vargas       | 20 000   |
| CD Victoria          | La Ceiba       | Stade Nilmo-Edwards                 | 20 000   |
| Real España          | San Pedro Sula | Stade Francisco-Morazán             | 20 000   |
| CDS Vida             | La Ceiba       | Stade Nilmo-Edwards                 | 25 000   |

## Compétition
Le tournoi Clausura se déroule en deux phases :
- La phase de qualification : les dix-huit journées de championnat.
- La phase finale : les quarts de finale à la finale.

### Phase de qualification
Lors de la phase de qualification, les équipes sont regroupées au sein d'un même groupe. Chaque équipe affrontent à deux reprises ses adversaires, une fois à domicile et une fois à l'extérieur. Les deux meilleurs clubs se qualifient directement pour les demi-finales tandis que les équipes classées de la troisième à la sixième position se qualifient pour les quarts de finale.
Le classement est établi sur le barème de points classique (victoire à 3 points, match nul à 1, défaite à 0).
Le départage final se fait selon les critères suivants :
- Le nombre de points.
- La différence de buts générale.
- La différence de buts particulière.
- Le nombre de buts marqués.

#### Classement
| Rang | Équipe               | Pts | J  | G  | N | P  | Bp | Bc | Diff |
| ---- | -------------------- | --- | -- | -- | - | -- | -- | -- | ---- |
| 1    | CD Olimpia T         | 41  | 18 | 12 | 5 | 1  | 38 | 10 | +28  |
| 2    | Olancho FC (es) P    | 32  | 18 | 8  | 8 | 2  | 28 | 14 | +14  |
| 3    | Real España          | 29  | 18 | 8  | 5 | 5  | 29 | 19 | +10  |
| 4    | CD Marathón          | 28  | 18 | 7  | 7 | 4  | 18 | 16 | +2   |
| 5    | FC Motagua           | 25  | 18 | 6  | 7 | 5  | 26 | 24 | +2   |
| 6    | Lobos UPNFM (en)     | 25  | 18 | 7  | 4 | 7  | 27 | 29 | -2   |
| 7    | CDS Vida             | 19  | 18 | 5  | 4 | 9  | 21 | 28 | -7   |
| 8    | Real Sociedad (en)   | 16  | 18 | 3  | 7 | 8  | 19 | 29 | -10  |
| 9    | CD Honduras Progreso | 13  | 18 | 2  | 7 | 9  | 18 | 32 | -14  |
| 10   | CD Victoria          | 13  | 18 | 3  | 4 | 11 | 14 | 37 | -23  |

| Légende : Qualifications et relégations | Légende : Qualifications et relégations          |
| --------------------------------------- | ------------------------------------------------ |
|                                         | Qualification pour les demi-finales              |
|                                         | Qualification pour les quarts de finale          |
|                                         | T Tenant du titre P Promu de la saison 2021-2022 |

### Phase finale
Les six équipes qualifiées sont réparties dans le tableau final d'après leur classement général, le deuxième affrontant lors des demi-finales le vainqueur du quart opposant le quatrième au cinquième et le premier affrontant le vainqueur du quart opposant le troisième au sixième.
En cas d'égalité sur la somme des deux matchs, les deux équipes sont dans un premier temps départagées par la règle des buts marqués à l'extérieur puis par leur classement général si cela est nécessaire, sauf lors de la finale où des prolongations puis une séance de tirs au but ont éventuellement lieu.

#### Tableau
|  | Quarts de finale   | Quarts de finale   | Quarts de finale  | Quarts de finale  |              |              | Demi-finales | Demi-finales | Demi-finales | Demi-finales |  |  | Finale | Finale | Finale | Finale |
|  |                    |                    |                   |                   |              |              |              |              |              |              |  |  |        |        |        |        |
|  |                    |                    |                   |                   |              |              |              |              |              |              |  |  |        |        |        |        |
|  |                    |                    |                   |                   |              |              |              |              |              |              |  |  |        |        |        |        |
|  |                    |                    |                   |                   |              |              |              |              |              |              |  |  |        |        |        |        |
|  |                    |                    |                   |                   |              |              |              |              |              |              |  |  |        |        |        |        |
|  |                    |                    |                   |                   |              |              |              |              |              |              |  |  |        |        |        |        |
|  | 1 CD Olimpia       | 1 CD Olimpia       | 1                 | 1                 |              |              |              |              |              |              |  |  |        |        |        |        |
|  | 1 CD Olimpia       | 1 CD Olimpia       | 1                 | 1                 |              |              |              |              |              |              |  |  |        |        |        |        |
|  |                    |                    | 4 CD Marathón     | 4 CD Marathón     | 1            | 1            |              |              |              |              |  |  |        |        |        |        |
|  | 4 CD Marathón      | 4 CD Marathón      | 4 CD Marathón     | 4 CD Marathón     | 1            | 1            | 2            | 0            |              |              |  |  |        |        |        |        |
|  | 4 CD Marathón      | 4 CD Marathón      |                   |                   |              |              |              | 0            |              |              |  |  |        |        |        |        |
|  | 5 FC Motagua       | 5 FC Motagua       | 1                 | 0                 |              |              |              |              |              |              |  |  |        |        |        |        |
|  | 5 FC Motagua       | 5 FC Motagua       | 1                 | 0                 | 1 CD Olimpia | 1 CD Olimpia | 2            | 3            |              |              |  |  |        |        |        |        |
|  |                    |                    |                   |                   | 1 CD Olimpia | 1 CD Olimpia | 2            | 3            |              |              |  |  |        |        |        |        |
|  |                    |                    | 2 Olancho FC (es) | 2 Olancho FC (es) | 2            | 2            |              |              |              |              |  |  |        |        |        |        |
|  |                    |                    |                   |                   | 2            | 2            |              |              |              |              |  |  |        |        |        |        |
|  |                    |                    |                   |                   |              |              |              |              |              |              |  |  |        |        |        |        |
|  |                    |                    |                   |                   |              |              |              |              |              |              |  |  |        |        |        |        |
|  | 2 Olancho FC (es)  | 2 Olancho FC (es)  | 2                 | 2                 |              |              |              |              |              |              |  |  |        |        |        |        |
|  | 2 Olancho FC (es)  | 2 Olancho FC (es)  | 2                 | 2                 |              |              |              |              |              |              |  |  |        |        |        |        |
|  |                    |                    | 3 Real España     | 3 Real España     | 0            | 0            |              |              |              |              |  |  |        |        |        |        |
|  | 3 Real España      | 3 Real España      | 3 Real España     | 3 Real España     | 0            | 0            | 0            | 2            |              |              |  |  |        |        |        |        |
|  | 3 Real España      | 3 Real España      |                   |                   |              |              |              | 2            |              |              |  |  |        |        |        |        |
|  | 6 Lobos UPNFM (en) | 6 Lobos UPNFM (en) | 0                 | 0                 |              |              |              |              |              |              |  |  |        |        |        |        |
|  | 6 Lobos UPNFM (en) | 6 Lobos UPNFM (en) | 0                 | 0                 |              |              |              |              |              |              |  |  |        |        |        |        |
|  |                    |                    |                   |                   |              |              |              |              |              |              |  |  |        |        |        |        |

#### Quarts de finale
| Équipe      | Aller | Retour | Équipe           | Commentaire |
| Real España | 0 - 0 | 2 - 0  | Lobos UPNFM (en) |             |
| CD Marathón | 2 - 1 | 0 - 0  | FC Motagua       |             |

#### Demi-finales
| Équipe          | Aller | Retour | Équipe      | Commentaire                 |
| CD Olimpia      | 1 - 1 | 1 - 1  | CD Marathón | Meilleur classement général |
| Olancho FC (es) | 2 - 0 | 2 - 0  | Real España |                             |

#### Finale
| 21 mai 2023 | Olancho FC (es)                              | 2 - 2   | CD Olimpia                                  | Stade Juan Ramón Brevé Vargas (es), Juticalpa  |                                                |
|             | Omar Elvir (en) 39e · Agustín Auzmendi 90+6e | (1 - 0) | 49e Jerry Bengtson · 77e Jorge Álvarez (en) | Spectateurs : 7 000 Arbitrage : Nelson Salgado | Spectateurs : 7 000 Arbitrage : Nelson Salgado |
|             | Rapport                                      |         |                                             | Spectateurs : 7 000 Arbitrage : Nelson Salgado | Spectateurs : 7 000 Arbitrage : Nelson Salgado |

| 28 mai 2023 | CD Olimpia                                            | 3 - 2   | Olancho FC (es)                        | Stade José de la Paz Herrera Uclés, Tegucigalpa |                           |
|             | Yustin Arboleda (en) 64e 83e · Kevin López (en) 90+1e | (0 - 1) | 43e Agustín Auzmendi · 87e Henry Gómez | Arbitrage : Saíd Martínez                       | Arbitrage : Saíd Martínez |
|             | Rapport                                               |         |                                        | Arbitrage : Saíd Martínez                       | Arbitrage : Saíd Martínez |

| Vainqueur du Tournoi Clausura 2023 CD Olimpia 36e titre |

## Bilan du tournoi
| Tournoi de clôture du championnat de football du Honduras 2023 |                        |
| Champion                                                       | CD Olimpia (36e titre) |
| Dauphin                                                        | Olancho FC (es)        |
| Qualifications continentales                                   |                        |
| Coupe d'Amérique centrale 2023                                 | CD Olimpia             |
| Coupe d'Amérique centrale 2023                                 | Olancho FC (es)        |
| Coupe d'Amérique centrale 2023                                 | Real España            |
| Coupe d'Amérique centrale 2023                                 | FC Motagua             |
| Promotions et relégations                                      |                        |
| Promus en Liga Nacional de Fútbol de Honduras                  | À déterminer           |
| Relégués en Liga de Ascenso de Honduras                        | CD Honduras Progreso   |

## Classement cumulatif
| Rang | Équipe               | Pts | J  | G  | N  | P  | Bp | Bc | Diff |
| ---- | -------------------- | --- | -- | -- | -- | -- | -- | -- | ---- |
| 1    | CD Olimpia C         | 79  | 36 | 23 | 10 | 3  | 63 | 18 | +45  |
| 2    | Olancho FC (es) P    | 61  | 36 | 17 | 10 | 9  | 63 | 39 | +24  |
| 3    | Real España          | 58  | 36 | 16 | 10 | 10 | 55 | 41 | +14  |
| 4    | FC Motagua           | 57  | 36 | 15 | 12 | 9  | 58 | 48 | +10  |
| 5    | CD Marathón          | 54  | 36 | 14 | 12 | 10 | 53 | 42 | +11  |
| 6    | Lobos UPNFM (en)     | 43  | 36 | 11 | 10 | 15 | 50 | 60 | -10  |
| 7    | CDS Vida             | 42  | 36 | 11 | 9  | 16 | 42 | 52 | -10  |
| 8    | CD Victoria          | 41  | 36 | 11 | 8  | 17 | 42 | 62 | -20  |
| 9    | CD Honduras Progreso | 26  | 36 | 4  | 14 | 18 | 37 | 63 | -26  |
| 10   | Real Sociedad (en)   | 26  | 36 | 5  | 11 | 20 | 34 | 71 | -37  |

| Légende : Qualifications et relégations | Légende : Qualifications et relégations                                   |
| --------------------------------------- | ------------------------------------------------------------------------- |
|                                         | Qualifié pour la Coupe d'Amérique centrale 2023                           |
|                                         | Barrage de relégation pour la Liga Nacional de Ascenso                    |
|                                         | C Vainqueur des deux tournois de la saison P Promu de la saison 2021-2022 |

## Barrage de relégation
| 4 mai 2023 | Real Sociedad (en) | 1 - 2   | CD Honduras Progreso                                | Stade Francisco Martínez Durón (es), Tocoa |                              |
|            | Edder Delgado 48e  | (0 - 0) | 81e Dabirson Castillo · 90+6e (pen.) Andy Hernández | Arbitrage : Héctor Rodríguez               | Arbitrage : Héctor Rodríguez |
|            | Rapport            |         |                                                     | Arbitrage : Héctor Rodríguez               | Arbitrage : Héctor Rodríguez |

| 7 mai 2023 | CD Honduras Progreso | 0 - 2   | Real Sociedad (en)                                  | Stade Humberto-Micheletti, El Progreso |                            |
|            |                      | (0 - 0) | 53e Jeferson Collazos (es) · 90+3e Diego Reyes (en) | Arbitrage : Armando Castro             | Arbitrage : Armando Castro |
|            | Rapport              |         |                                                     | Arbitrage : Armando Castro             | Arbitrage : Armando Castro |

Avec un résultat cumulé de 3-2, la Real Sociedad (en) se maintient en première division tandis que le CD Honduras Progreso est relégué en deuxième division.